# Metastelma sepium
Metastelma sepium är en oleanderväxtart som först beskrevs av Decaisne, och fick sitt nu gällande namn av W.D. Stevens. Metastelma sepium ingår i släktet Metastelma och familjen oleanderväxter. Inga underarter finns listade i Catalogue of Life.